# Serrat de Conilleres
El Serrat de Conilleres és una serra situada al municipi del Port de la Selva a la comarca de l'Alt Empordà, amb una elevació màxima de 241 metres.